# Guldfeber (TV-serie)
Guldfeber med Erik & Mackan är ett granskande humorprogram på TV6. Det undersöks hur chanserna är för att bli så rik som möjligt på så kort tid som möjligt med olika metoder. Programledare är Erik Ekstrand och Mackan Edlund. Programmet visades på måndagkvällar klockan åtta, våren år 2010.

## Tema
Programledarna Erik Ekstrand och Mackan Edlund försöker bli så rika att de inte behöver arbeta igen. Startkapitalet i TV-serien är 50 000 kronor och de pengarna är tänkta att öka i värde så mycket som möjligt under de åtta avsnitten. I varje avsnitt testar duon olika sätt för att bli rik samt träffar och intervjuar rika personer om bland annat tips att bli miljonär.

## Avsnitt
Detaljer från facit:
- Avsnitt 1:
  - Triss: –1 350 kronor (insats: 2 000 kronor)
  - Trav: –1 475 kronor (insats: 4 000 kronor)
  - Handduk: +350 kronor
- Avsnitt 2:
  - Ringsignaler: +1 600 kronor (Produktion: 3 400 kronor, förskott 5 000 krornor och provision per såld ringsignal.)
- Avsnitt 3:
  - Svärd: +6 500 kronor (Försäljning: 13 100 kronor, inköp: 6 600 kronor)
  - Guld: –700 kronor (Försäljning: 1 300 kronor, inköp: 2 000 kronor)
  - Avgifter: –2 700 kronor (till auktionsfirmor)
- Avsnitt 4:
  - Aktier (en vecka): +877 kr (Försäljning: 9 877 kr, inköp: 9 000 kronor – 300 Rörvik Timber, 100 Lundin Mining och 94 Black Earth Farming.)
  - Aktier (en dag): ungefär oförändrat (alla pengarna i Exicon)
  - Turbowarrant: 7 416 kr efter försäljning (insats: alla pengarna)
- Avsnitt 5:
  - Köp av begagnad Volvo (årsmodell 1992): 10 000 kronor
  - Signering av kändisar: gratis
  - Pimpning med dekaler: 1 000 kronor
  - Försäljning av bilen: 7 000 kronor
  - Resultat: –4 000 kronor
- Avsnitt 6:
  - Säljer sina handdukar på Ockelbo marknad men går plus minus noll p.g.a. att de sålde billigt.
  - Marknadsför olika produkter:
  - Hörlurar: 10 000 kronor (-30% till argenturen)
  - Iphone-app: 20 000 kronor (-30% till argenturen)
  - Resultat: +21 000 kronor
- Avsnitt 7:
  - Printessbröllopsmat: -500 kr
  - Fastighetsmäkleri: 12 000 kronor
  - Resultat: +11 500 kronor
- Avsnitt 8: